# Acer robustum
Acer robustum é uma espécie de árvore do gênero Acer, pertencente à família Aceraceae.